# フクラガエル科
フクラガエル科（Brevicipitidae）は、アフリカの東部及び南部で見られるカエルの小さな科である。2013年11月時点で、5属34種を含む。かつてはヒメアマガエル科の亜科とされていたが、系統学的研究により、クチボソガエル科を最も近縁とする独立した科と位置付けるべきことが示された。
成体のフクラガエルは、ほとんどの時間を地中や落ち葉の下で過ごすため、容易には見つからない。しかし、いくつかの種は樹上にいる時もある。多くの種は雌雄で体長の差が大きく（性的二形）、メスがオスよりもかなり大きい。
少なくともフクラガエル属とProbreviceps属は、卵が孵化するとオタマジャクシにはならず、直接小さなカエルになる。これは恐らく他の属でも同じである。地下の穴に、直径4-8 mmの比較的大きな13 - 56個の卵からなる小さな卵塊を産む。いくつかの種では、雌雄どちらかが卵の近くに留まるが、フクラガエル科全体として、子育ての詳細や程度はあまり分かっていない。
2025年1月26日放送のNHK『ダーウィンが来た！』の放送であかされたフクラガエルのオタマジャクシの生態。地中に産み付けられた卵は透明なゼリー状の物質で覆われる。生まれたオタマジャクシは自らゼリー状の物質を泡立てて乾燥から守る物質に変える。オタマジャクシの腹部には栄養がたくさん入っているため何も食べずに成長することができる。そして、土の中で成体のカエルとなる。

## 属
- Balebreviceps属 Largen & Drewes, 1989 (1種)
- Breviceps属（フクラガエル属） Merrem, 1820 (17種) アメフクラガエルなど
- Callulina属 Nieden, 1911 (9種)
- Probreviceps属 Parker, 1931 (6種)
- Spelaeophryne属 Ahl, 1924 (1種)